# Ezio Pascutti
Ezio Pascutti (født 1. juni 1937, død 4. januar 2017) var en italiensk fodboldspiller (angriber) og senere -træner.
Pascutti tilbragte hele sin aktive karriere, fra 1955 til 1969, hos Bologna FC. Han spillede næsten 300 Serie A-kampe for klubben og var med til at vinde det italienske mesterskab med klubben i 1964, blandt andet som holdkammerat med danske Harald Nielsen.
Gennem karrieren spillede Pascutti desuden 17 kampe og scorede otte mål for det italienske landshold, som han debuterede for 9. november 1958 i en venskabskamp på udebane mod Frankrig. Han repræsenterede sit land ved både VM 1962 i Chile og VM 1966 i England, men spillede kun én kamp ved hver af turneringerne.
Pascutti havde i 1980'erne en enkelt sæson som træner hos Sassuolo.

## Titler
Serie A
- 1964 med Bologna